# Consortes de Ganesha

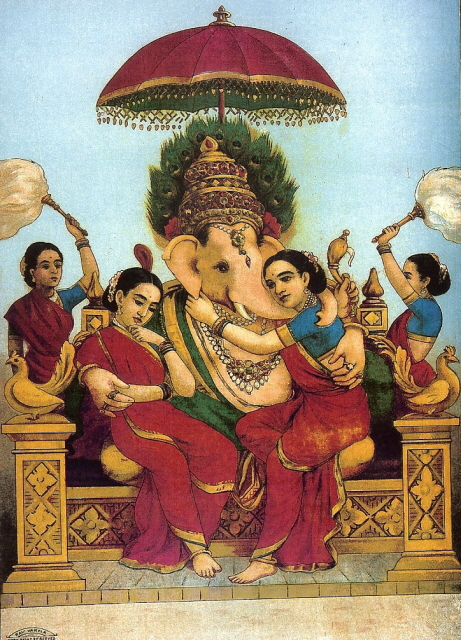
Ganesha con sus consortes Riddhi y Siddhi. Pintura denominada Riddhi Siddhi, de Raja Ravi Varma.

El estado matrimonial de Ganesha (AITS: Gaṇeśa) varía ampliamente en las historias mitológicas, por lo que el tema ha sido objeto de gran cantidad de trabajos académicos. Se pueden identificar varios patrones de asociaciones con diferentes consortes. Cierta clase de mitos muestra a Ganesha como un brahmacārin, es decir, célibe, sin esposas. Otro lo conecta con los conceptos de Buddhi —intelecto—, Siddhi —poder intelectual— y Riddhi (AITS: Ṛddhi) —prosperidad—; esas cualidades se encuentran personificadas como diosas casadas con la deidad. Existe una clase de mitos que liga a Ganesha con la diosa de la cultura y las artes, Sarasvati, y con la deidad de la riqueza y la prosperidad material, Laksmí. En la región bengalí, está unido al plátano, Kala Bo o Kola Bou. Normalmente, la consorte de Ganesha está representada como su shakti (śakti), una personificación de su energía creadora. El dios también puede aparecer con una sola esposa, una sirvienta sin nombre, llamada en sánscrito daşi.
Algunas de las diferencias entre estas categorías de mitos pueden entenderse si se consideran las variaciones regionales en la India, las épocas en las que se observan y las tradiciones que sostienen estas creencias. Las distinciones se basan en la forma de meditación preferida por el devoto, que abarcan desde Ganesha como un niño —en sánscrito, बाल गणपति; bālagāņapati— hasta Ganesha como deidad tántrica.

## Celibato
Según una visión, Ganesha era un brahmacārin, es decir, no estaba casado; esta versión es popular en el sur de la India. Esta tradición está ligada a la idea hinduista del celibato, importante para desarrollar poder espiritual. Bhaskararaya alude a la historia según la cual Ganesha permanece eternamente soltero en su comentario del Ganesha Purana, que contiene una versión del Ganesha Sahasranama que incluye el nombre Abhīruḥ —en nominativo masculino singular— en la estrofa 9. En su comentario de dicha estrofa, Bhaskararaya menciona que el nombre significa «sin mujer», pero el término también puede significar «que no asusta».
Según una leyenda recogida en el capítulo 46 del Brahma-vaivarta Purana, la diosa Tulsi —la albahaca— encontró a Ganesha en un bosque y se enamoró de él. Si bien adoraba a Vishnu, al ver a Ganapati  abandonó su devoción, y le pidió que la tomara en matrimonio. Como el dios deseaba permanecer célibe, la rechazó. Ella, ofendida, le lanzó una maldición según la cual tendría que casarse, aún sin desearlo, a lo que Ganesha le contestó con otra maldición: ella contraería matrimonio con un asura y que se convertiría en planta en su próximo nacimiento. Tulsi luego se arrepintió y le pidió perdón; por eso, Ganesha atemperó la maldición. Tulsi se convirtió en una planta luego de desposar a un demonio, asesinado posteriormente por Shiva. Tulsi es adorada como una diosa y de hecho, la albahaca es una planta sagrada del vaisnavismo. Se utiliza como ofrenda para Vishnu y sus encarnaciones, pero no para el culto de Ganesha.

## Siddhi, Riddhi y Buddhi

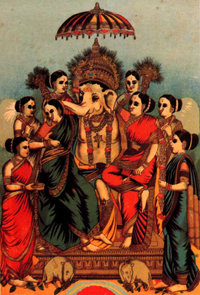
Ganesha en compañía de los Ashtasiddhi. Pintura de Raja Ravi Varma.

El Ganesha Purana y el Mudgala Purana presentan descripciones de Ganesha rodeado de Siddhi y Buddhi. En ambos puranas, ellas aparecen como parte intrínseca de Ganapati y según Thapan,
no reciben ningún ritual asociado con la adoración de shakti. En el capítulo I.18.24–39 del Ganesha Purana, el dios Brahmā adora a Ganesha, quien, durante el ritual, hace que Buddhi y Siddhi se manifiestan para que Brahmā se las pueda volver a ofrecer a Ganesha. El dios las acepta como ofrendas. En el capítulo I.65.10–12 se observa una variante de este incidente, en el que varios dioses le entregan regalos a la deidad, pero en este caso Siddhi y Buddhi nacen de la mente de Brahmā, quien se las ofrece a Ganesha. Según Alain Daniélou, Siddhi —éxito— y Riddhi —prosperidad— son las esposas de Ganapati.
El templo de Ganesha de Morgaon es el edificio central del complejo regional del aṣṭavināyaka, el peregrinaje por los ocho templos dedicados a este dios en Pune. La zona más sagrada del edificio es el santuario (garbhagŗha), un pequeño recinto que contiene una imagen de Ganesha; a la derecha y a la izquierda se ve a Siddhi y Buddhi. Al norte de la India se considera que las imágenes son Siddhi y Riddhi. No existe información sobre la pareja en los puranas, pero la imagen es similar a la de Buddhi y Siddhi en el Shiva Purana (Śiva Purāṇa) y a la de Riddhi y Buddhi en el Matsya Purana.

### Interpretación de las relaciones
El Shiva Purana incluye una historia en la que Ganesha y su hermano Skanda compiten por el derecho a desposarse con las deseables hijas de Prajāpati, Siddhi y Buddhi, y Ganesha vence por su inteligencia. Según este relato, para decidir cuál de los dos debía casarse primero, sus padres, Shiva y Parvati los envían a dar la vuelta por todo el universo; el que llegara antes podría desposarse. Skanda parte muy veloz a recorrer el mundo montado en un pavo real, mientras que Ganesha, más astuto, sienta a sus padres en dos sillones y da siete vueltas alrededor. Ganapati les explica su proceder sosteniendo que ellos, al ser dioses, contienen el universo dentro de sí. La narración también afirma que, tras cierto tiempo, Ganesha engendra dos hijos varones: Kshema —Kşema, «prosperidad»—, nacido de Siddhi, y Lābha —«adquisición», «beneficio»— nacido de Buddhi. En las variantes del norte de la India, los hijos son Śubha —Shubh en hindi, «auspicioso»— y Lābha. Sobre la versión del Shiva Purana, Courtright menciona que si bien Ganesha suele ser representado entre estas dos deidades femeninas, «estas mujeres son más como emanaciones femeninas de su naturaleza andrógina, shaktis en vez de esposas con sus propios caracteres y esposos».
Ludo Rocher afirma que «las descripciones de Gaṇeśa como siddhi-buddhi-samanvita —acompañado de o seguido de Siddhi y Buddhi— en general tienden a significar no más que cuando Gaṇeśa está presente, siddhi, el éxito, y buddhi, la sabiduría, no están lejos. Esta debió haber sido la concepción original, de la que el matrimonio fue un desarrollo posterior». En la estrofa 49 de la versión del Ganesha Sahasranama presente en el Ganesha Purana, uno de los nombres de Ganesha es Ŗddhisiddhipravardhana —«potenciador del éxito material y espiritual»—. El Matsya Purana identifica a Ganesha como el «dueño» de Riddhi, la prosperidad, y Buddhi, la sabiduría. Sobre las fuentes de la India del norte, Cohen afirma:

«Son figuras despersonalizadas, intercambiables, y dada la frecuencia de sus representaciones abanicando a Gaṇeśa, normalmente se las llama dasīs —sirvientas—. Sus nombres representan los beneficios acumulados por el adorador de Gaṇeśa, por consiguiente Gaṇeśa es considerado el dueño de Ṛddhi y Siddhi; del mismo modo es padre de Śubha —auspiciosidad— y Lābha —beneficio—, una pareja similar a la del Śiva Purāṇa, Kṣema —prosperidad— y Lābha. Aunque en Varanasi la pareja de figuras se llame Ṛddhi y Siddhi, su relación con Gaṇeśa es indefinida. Él era su mālik, su dueño; ellas eran más dasīs que patnīs —esposas—».

En el Ajitāgama se describe una versión tántrica de Ganesha llamada Haridra Ganapati, del color de la cúrcuma y con dos esposas sin nombre a su lado. La palabra «esposas» —en sánscrito: दारा; dārā— se usa específicamente —en sánscrito: दारायुगलम्; dārāyugalam—. Estas esposas son distintas de las shaktis.

### Ashtasiddhi
La relación de Ganesha con el Ashtasiddhi —los ocho logros espirituales obtenidos por la práctica del yoga— es también despersonalizada. En la iconografía posterior, estos ocho maravillosos poderes están representados por un grupo de ocho mujeres jóvenes que rodean a Ganesha. La pintura de Raja Ravi Varma ilustra un ejemplo de esta forma iconográfica. El cuadro incluye abanicos, lo que muestra que las figuras femeninas son sirvientas. En el culto cosmopolita de Ganesha, el Śākta, ocho diosas representan a Aṣṭa Siddhi. En el Ganesha Purana, este Aṣṭa Siddhi personificado es el arma de Ganesha para atacar al demonio Devantaka. Estas ocho consortes están fusionadas en una sola devi, la shakti de Ganesha, según Getty. La autora especula si las Aṣṭa Siddhi son una transformación de las saptamātṝikas con las que Ganesha aparece representado en la escultura.

### Santoshi Ma
En la película india de 1975 Jai Santoshi Maa, Ganesha apareció representado como un padre de familia casado con Riddhi y Siddhi, y con Santoshi Ma —en devanagari: संतोषी म, una nueva diosa que representa la satisfacción— como hija. El guion de la película no se basa en fuentes sagradas. Según Anita Raina Thapan y Lawrence Cohen, el hecho de que Ganesha aparezca cerca de la figura de Santoshi Ma evidencia que este dios continúa su evolución como una deidad popular.

## Buddhi (sabiduría)
Ganesha es considerado el señor de la inteligencia. En sánscrito, la palabra «buddhi» es un sustantivo femenino traducido como «inteligencia», «sabiduría» o «intelecto». El concepto de buddhi está muy relacionado con la personalidad de Ganesha en el período de los puranas, del que datan muchas historias que muestran su astucia y amor por la inteligencia. Uno de los nombres de Ganesha en el Ganesha Purana y en el Ganesha Sahasranama es Buddhipriyaḥ en nominativo masculino singular. Este nombre también figura en una lista especial de veintidós nombres que Ganesha considera de especial importancia al final del Ganesha Sahasranama.  La palabra «priya» puede significar «ser amigo de alguien», pero en un contexto matrimonial puede significar «amante, esposo», por lo que Buddhipriya puede significar «amigo de la inteligencia» o «el marido de Buddhi».
Esta asociación con la sabiduría también aparece en el nombre Buddhaḥ, en nominativo singular masculino, epíteto de Ganesha en la segunda estrofa del Ganesha Sahasranama en la versión del Ganesha Purana. El hecho de que este nombre figure al comienzo de esta obra indica que tiene importancia. Bhaskararaya afirma en su comentario que esta denominación indica que Buddha fue un avatar de Ganesha. Esta interpretación no es muy conocida siquiera en el Ganapatya; de hecho, Buddha no aparece mencionado en la lista de las encarnaciones de Ganesha del Ganesha Purana y del Mudgala Purana. Bhaskararaya también realiza una interpretación más general del nombre, que podría significar que la forma esencial del dios es la de «iluminación eterna» —nityabuddaḥ—, y que destruye la ignorancia de sus devotos, y que por eso es llamado Buddha. En el budismo mahayana, algunos creyentes consideran que Ganesha es un bodhisattva o incluso el mismo Buddha.

## Motivo de las shaktis

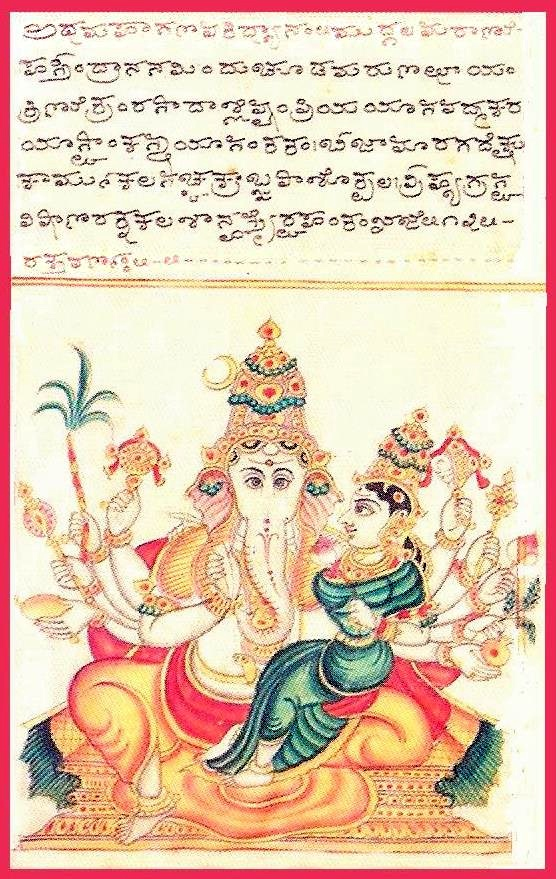
Ganesha como Mahāganapati, en compañía de una shakti. Tomado del Sritattvanidhi, pequeño tratado del.

Un determinado tipo de imagen iconográfica muestra a Ganesha con una śakti de forma humana. Según Ananda Coomaraswamy, la representación más antigua de Ganesha con su shakti data del siglo VI. La consorte no posee una personalidad diferenciada, ni repertorio iconográfico. Según Cohen y Getty, la aparición de este motivo coincide con el surgimiento de las ramas tántricas en el culto Ganapatya. Getty menciona la existencia de un culto específico a la «Shakti Ganapati», con cinco formas distintas, creado por los Ganapatyas. De las treinta y dos formas estándar de meditación que figuran en el Śrītattvanidhi, seis incluyen a la shakti. Una forma común de este motivo retrata a Ganesha sentado, con su shakti sobre el costado izquierdo de su cadera, sosteniendo un recipiente con tortas chatas o dulces redondos. Ganesha gira su trompa hacia la izquierda para probar la comida. En algunas formas tántricas de esta imagen, ese gesto ha sido modificado con connotaciones eróticas. Algunas variantes tántricas están descritas en el Śāradātilaka Tantram.
Prithvi Kumar Agrawala confeccionó por lo menos seis listas de cincuenta o más aspectos o formas de Ganesha, cada una con su consorte femenina específica o su shakti. En estas listas se pueden encontrar diosas llamadas Hrī, Śrī, Puṣṭī, entre otras. Los nombres de Buddhi, Siddhi y Riddhi no aparecen en ninguna de ellas. Las listas no aportan detalles sobre las personalidades o las formas iconográficas distintivas de las shaktis. Agrawala concluye que todas las listas derivan de una serie de nombres. La más antigua figura en el Nārada Purāṇa (I.66.124-38) y parece haber sido usado, con pequeñas variaciones, en la adoración —upāsanā— de Uchchhishta Ganapati, es decir, el Ganesha tántrico. Las listas son de dos tipos. En el primero de ellos, aparecen los variados nombres de Ganesha, asociado claramente a una shakti con nombre. En el segundo tipo, al igual que en el Brahmāṇḍa Purāṇa (II.IV.44.63–76) y el comentario de Rāghavabhaṭṭa sobre el Śāradātilaka (I.115), da cincuenta o más nombres de Ganesha colectivamente en un grupo, con los nombres de las shaktis presentados de igual forma en otro grupo. Esta segunda clasificación implica problemas a la hora de separar y conectar correctamente los nombres y sus parejas debido a la ambigüedad en la formación de palabras compuestas en sánscrito.

## Sarasvati y Laksmí
En la India, en el arte de pósteres contemporáneo, Ganesha figura retratado junto a Sarasvati —diosa del arte y la cultura— o Laksmí —diosa de la suerte y la prosperidad—, o con ambas. Ganesha, Laksmí y Sarasvati forman parte del grupo de las deidades inmediatamente responsables del bienestar material. Ganesha y Sarasvati tienen control sobre Buddhi, mientras que él y Laksmí son deidades de Ṝddhi y Siddhi —éxito material y espiritual—. Particularmente en Maharashtra, Ganesha está asociado con Śarda o Sarasvati. Algunos identifican a las dos diosas como una misma persona, ergo la misma consorte de Ganesha, mientras que otros las consideran dos entidades separadas, de las que una o ambas están casadas con el dios. La asociación de Laksmí con Ganesha está rara vez ligada a la tradición tántrica según la cual la diosa es la śakti de Ganesha. Se ofrecen otras razones para explicar su relación: su equivalencia funcional y su culto conjunto en Diwali y en la «comunidad de los negocios» en general. Controversialmente, en Calcuta, Ganesha es el hermano de Sarasvati y Laksmí.

## Kala Bo

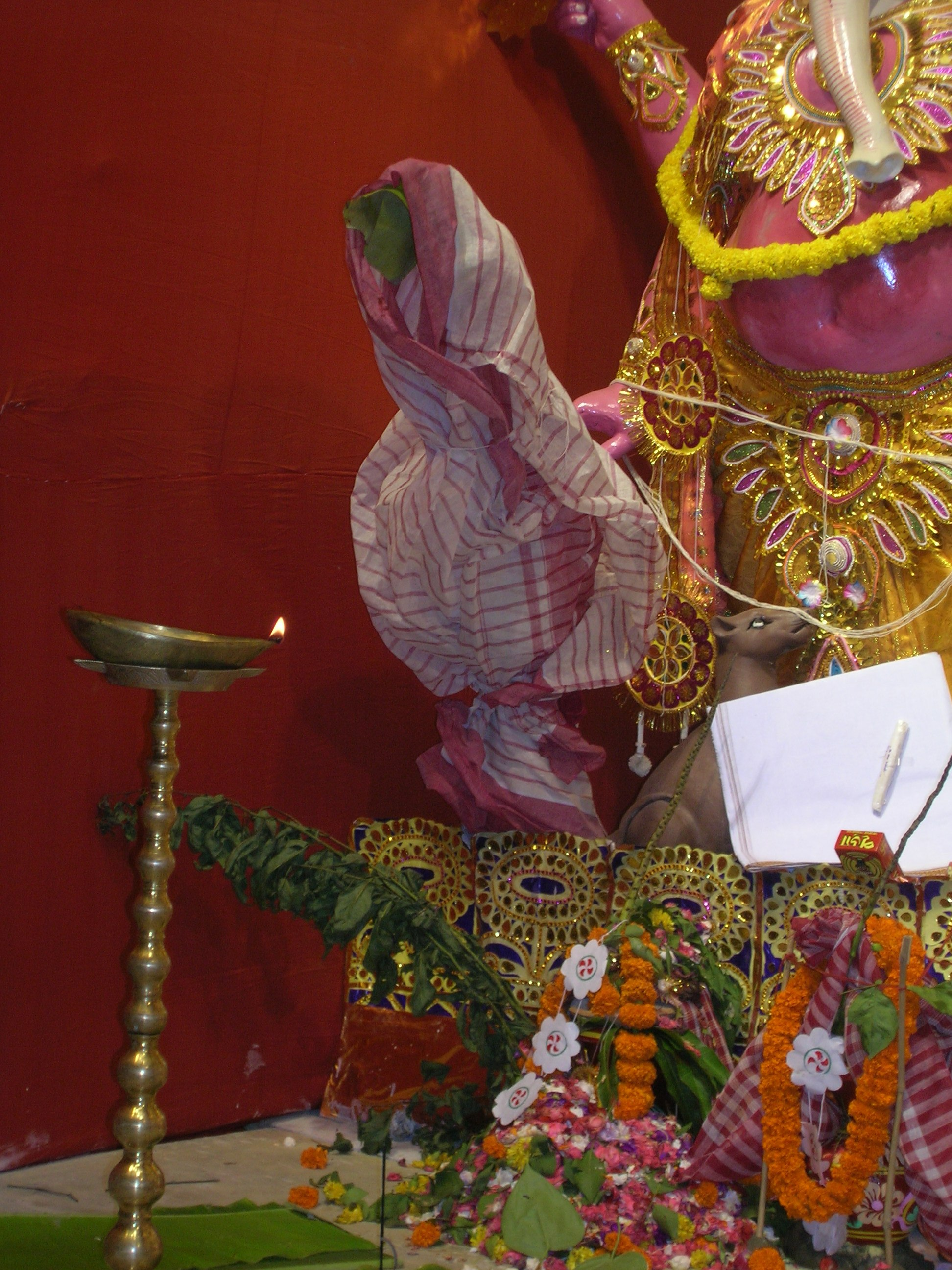
Kala Bo durante un Durga Puja, con su sari blanco y rojo, cerca de la imagen de Ganesha.

En Bengala, Ganesha se asocia, en el Durga Puja, un ritual en honor a dicha divinidad, con un plátano, el «Kala Bo» —también conocido como Kalabou o Kolābau—, transformado de modo ritual en una diosa durante el festival. Según el mitólogo Devdutt Pattanaik, este nombre significa «matriarca del hogar». En Bengala existe una historia según la cual Ganesha deseaba casarse y fue engañado para que desposara al árbol.
Durante el primer día del puja, la Kala Bo es decorado con un sari blanco con bordados rojos y se le arroja bermellón a las hojas. Luego, se la coloca en un pedestal decorado y se le arrojan flores, pasta de sándalo y palillos de incienso. La Kala Bo se ubica en el lado derecho de Ganesha, junto con las otras deidades. El nuevo sari indica su rol de novia joven; muchos bengalíes lo perciben como un indicador de que es la esposa de Ganesha. De todos modos, como las cualidades representadas por Buddhi, Siddhi y Riddhi son también propias de la diosa Durga, la asociación entre la Kala Bo y Ganesha es factible; de hecho, se puede considerar a la planta como una representación ambigua de Durga y de la esposa de Ganesha.
Según otra postura, la Kala Bo representa a la misma Durga, que en Bengala es la madre de Ganesha. Quienes conocen dicha tradición no consideran que exista un vínculo matrimonial entre ambos. Haridas Mitra afirma que la Kala Bo tiene como propósito ser un resumen simbólico de los nueve tipos de hojas —nava patrika— que forman un complejo sagrado en el puja de Durga. Los sacerdotes oficiantes que dirigen la ceremonia atan ocho plantas al tronco del plátano; este grupo de nueve plantas constituye la Kala Bo. Estas nueve plantas poseen propiedades medicinales. Según Martin-Dubost, la Kala Bo no representa ni una novia ni una shakti de Ganesha, sino que es la planta de Durga. Este autor asocia el símbolo de la planta con la actualización ritual del retorno de Durga desde la sangre del demonio búfalo, Mahisha, a la tierra para que el orden del mundo sea restaurado y la vegetación resurja. De hecho, también relaciona a Ganesha con este mito de la vegetación y señala que «Astadasausadhisristi» —Aṣṭādaśauṣadhisṛṣṭi, «creador de las dieciocho plantas medicinales»— es uno de los nombres del dios.